# تسفيتان سوكولوف
تسفيتان سوكولوف (مواليد 31 ديسمبر 1989) هو لاعب كرة طائرة بلغاري، شارك مع منتخب بلغاريا في أولمبياد 2012.

## روابط خارجية
- تسفيتان سوكولوف على موقع الاتحاد الأوروبي (الإنجليزية)
- تسفيتان سوكولوف على موقع دوري الدرجة الأولى الإيطالي للكرة الطائرة - رجال (الإيطالية)
- تسفيتان سوكولوف على موقع أوليمبيديا (الإنجليزية)